# Дулгеру, Александра
Александра Дулгеру (рум. Alexandra Dulgheru; родилась 30 мая 1989 года в Бухаресте, Румыния) — румынская профессиональная теннисистка; победительница двух турниров WTA в одиночном разряде; бывшая шестая ракетка мира в юниорском рейтинге; финалистка одного юниорского турнира Большого шлема в парном разряде (Уимблдон-2006).

## Общая информация
Александра — младшая из двух дочерей Думитру и Дойны Дулгеру; её сестру зовут Бьянка.
Родители, связав свою жизнь с авиацией (отец семейства — пилот, а мать — работник авиакомпании), дочерей попробовали определить в профессиональный спорт, приведя обеих в раннем возрасте в теннисную секцию; Александра в теннисе с четырёх лет. Вторая дочь — Бьянка — ныне менеджер отеля, а её теннисная карьера оказалась куда скоротечнее и беззвёзднее.
Александра — типичный игрок задней линии, поэтому предпочитает грунтовые корты. Любимый удар — бэкхенд в верхней точке (в стиле Марсело Риоса).

## Спортивная карьера
Начало
Александра заявила о себе как о будущем высококлассном мастере уже в юниорские годы, когда смогла добраться до шестой строчки рейтинга в соревнованиях старших юниоров, параллельно отметившись несколькими неплохими результатами на наиболее статусных соревнованиях. Первые подобные успехи пришли к ней в 2005 году, когда она побывала в одиночном полуфинале бразильского турнира высшей категории, а также сыграла в трёх полуфиналах на престижной позднеосенней серии в США: в Брейдентоне и на Orange Bowl. Через год этот список был дополнен парным полуфиналом на Roland Garros и финалом на Уимблдоне (где вместе с Кристиной Антонийчук Дулгеру уступила альянсу Алиса Клейбанова / Анастасия Павлюченкова).
На фоне первых успехов в старшем юниорском туре румынка попробовала себя и в протуре, впервые сыграв на подобном уровне вскоре после своего пятнадцатилетия. Играя серию домашних турниров ITF начального уровня Дулгеру постепенно укрепляла свою уверенность в играх на подобном уровне и уже на третьем 10-тысячнике — в мае 2005 года — выиграла свой первый одиночный титул. Уверенность на отдельных турнирах долго не перерастала в качественное изменение общей стабильности результатов и лишь сосредоточившись лишь на взрослых турнирах румынка постепенно стала обретать должную стабильность: летом 2007 года она удачно отыграла серию грунтовых 25-тысячников, добившись там двух финалов и одного полуфинала, а осенью добавила к этому ещё несколько четвертьфиналов на схожих по статусу соревнованиях, что позволило ей впервые завершить сезон в Top300. На следующий год этот рост рейтинга позволит ей регулярнее играть против более серьёзных соперниц, однако эти турниры принесут лишь дополнительный опыт.
Шаг назад в 2008 позволил совершить резкий качественный рывок в результатах в 2009 году: начав сезон с поражения от игрока из седьмой сотни румынка постепенно решила последние крупные проблемы в своей игре и в начале апреля она пробилась в финал хардового 75-тысячника в испанском Монсоне, переиграв за неделю игр на местных кортах двух игроков Top200 и уступив в финале третьему: Кимико Датэ-Крумм. Резкий подъём уверенности в своих силах помогал и дальше, когда Александра перебралась на грунтовые турниры: в конце апреля выигран 25-тысячник в итальянском Бари, а месяц спустя, на не слишком сильном по составу турнире премьер-серии WTA в Варшаве, имя Дулгеру день за днём появлялось в обзорах удивлённых комментаторов — 201-я ракетка мира сначала впервые прошла квалификацию на турнирах подобного уровня, а затем одну за другой обыграла четырёх теннисисток из первой сотни рейтинга, завоевав одиночный титул; решающий матч был выигран у 39-й ракетки мира Алёны Бондаренко. Польский успех разом поднял румынку в первую сотню рейтинга, но из-за особенностей системы заявок в протуре свой первый взрослый турнир Большого шлема она сыграла лишь в конце лета — US Open.
2009-10
Отложенный подъём имел, впрочем, и свои положительные моменты — Александра сразу не столкнулась с лидерами одиночного тура, имея возможность укреплять свой рейтинг на крупных соревнованиях серии ITF: в июле она заработала полуфинал на 100-тысячнике во французском Биаррице, затем попробовала играть турниры WTA, но проиграв на шести турнирах подряд в первом круге вновь вернулась на соревнования федерации, где на четырёх крупных грунтовых турнирах в сентябре-октябре выиграла 17 матчей, поднявшись на 53-ю строчку рейтинга. Закрепив свою позицию в первой сотне Дулгеру вновь попробовала играть на более статусных турнирах, но накопившаяся усталость и не слишком любимое быстрое хардовое покрытие не позволили ей добиться сколько-нибудь серьёзных результатов до начала межсезонья.
Кризисный период с редкими выигранными матчами затянулся до начала весенней грунтовой серии и только там румынка постепенно стала возвращаться к приемлемым для себя результатам: добившись сначала полуфинала на турнире в Барселоне, затем выйдя в третьи круги на супертурнирах в Риме и Мадриде (попутно переиграв третью и шестую ракетку мира: Динару Сафину и Елену Дементьеву), потом защитив титул в Варшаве (при более сильных соперницах: так в полуфинале удалось обыграть тогдашнюю 12-ю ракетку мира Ли На) и выйдя в третий раунд на Roland Garros. Далее неплохо сложился и травяный сезон, где благодаря высокому рейтингу румынка избежала ранних встреч с лидерами рейтинга, добыв полуфинал на турнире в Хертогенбосе и третий круг на Уимблдоне. Остаток года прошёл слабее — Дулгеру полностью отказалась от игры на турнирах федерации, а на турнирах WTA её календарь был построен с упором на более статусные соревнования, где удалось выиграть считанные матчи и самым крупным успехом стал выход в третий раунд US Open; на менее престижных турнирах Дулгеру один раз добралась до одиночного полуфинала — в июле в Будапеште, а также впервые сыграла в титульном матче в паре — в сентябре в Ташкенте. Альянс со словачкой Магдаленой Рыбариковой, добившийся этого результата на узбекских кортах, до этого успел блеснуть на американском турнире Большого шлема, где Александра с Магдаленой переиграли в первом круге третью пару местного посева: сильный и сыгранный испанский дуэт Мария Хосе Мартинес Санчес / Нурия Льягостера Вивес.
2011-13

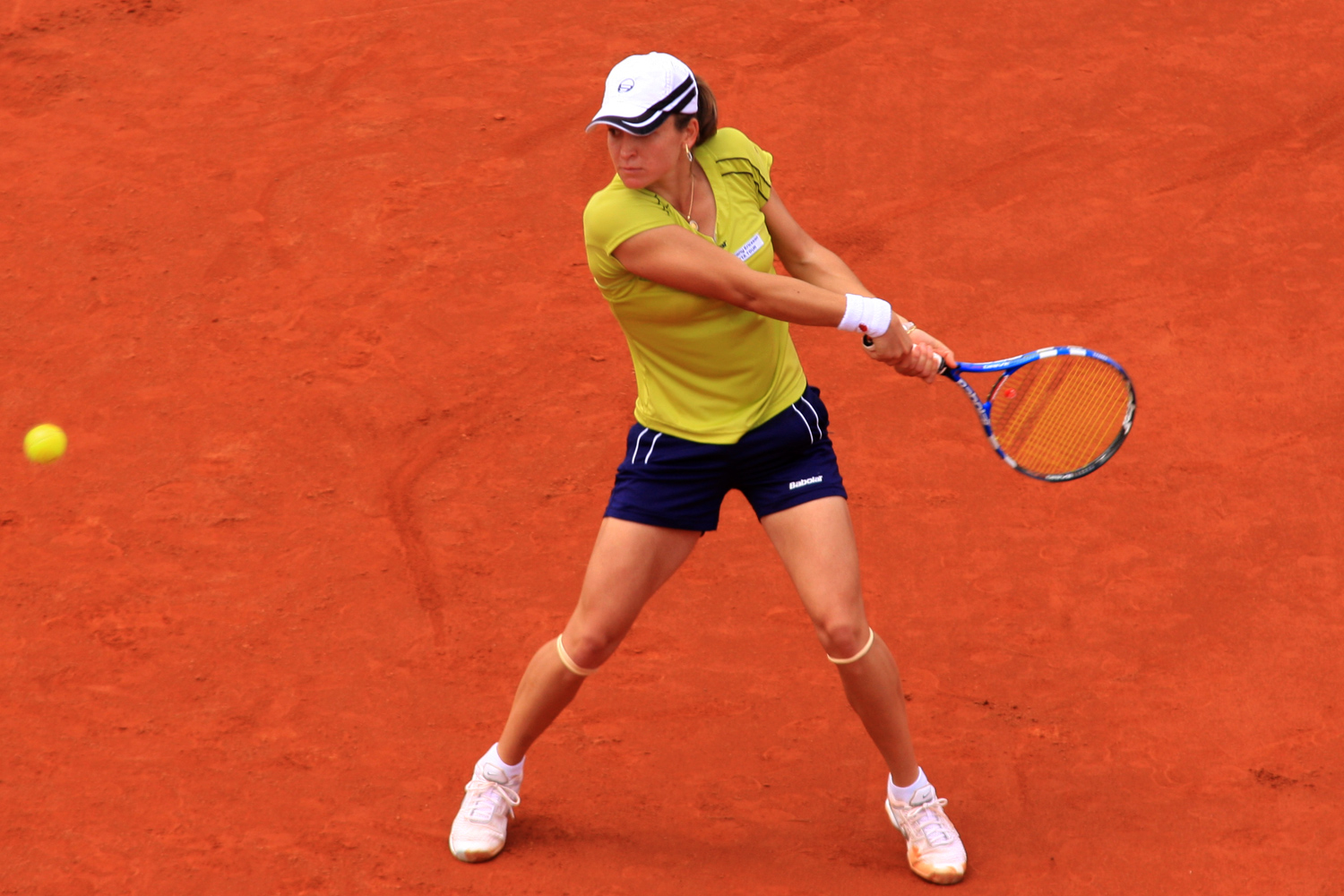
Май 2010 года.

Вхождение в следующий сезон также затянулось, но накапливаемый опыт позволил проявить себя ещё на хардовом отрезке календаря: в конце марта румынка неплохо провела супертурнир в Майами, где добралась до четвертьфинала и лишь на решающем тай-брейке уступила Марии Шараповой. Данный всплеск, впрочем, не привёл к качественным результатам по ходу европейского грунтового сезона, где Дулгеру выступила многим слабее, чем годом ранее, постепенно падая в рейтинге. Высвободившееся от одиночных матчей время удалось реализовать в паре, где в начале мая, вместе с Ярмилой Гайдошовой, Александра добралась до полуфинала крупного турнира в Риме, параллельно переиграв первую пару местного посева: Хиселу Дулко и Флавию Пеннетту. Летом к игровым проблемам добавились первые крупные проблемы со здоровьем, из-за чего румынка пропустила ряд турниров, где могла пополнить свой рейтинг, а после возвращения не очень быстро набирала лучшие игровые кондиции. Однако даже на харде Дулгеру иногда напоминала о себе: так на US Open она хоть и проиграла уже во втором раунде, но в первом смогла выбить из борьбы действующую чемпионку Уимблдона Петру Квитову.
Старт следующего года из-за более низкого рейтинга прошёл чуть результативнее: Дулгеру провела несколько удачных матчей и во время январской серии и в феврале — на грунте в Латинской Америке — временами показывала неплохие результаты, выиграв 100-тысячник в Колумбии, однако даже такие кондиции не удалось удержать надолго: прошлогодние проблемы с коленями усугублялись и в середине марта, после четырёх поражений подряд, Александра взяла длительную паузу в выступлениях, во время которой сделала несколько операций. Возвращение в тур произошло в ноябре этого же года — на небольших соревнованиях тура федерации. Набор прежних игровых и физических кондиций затягивался и румынка весьма медленно восстанавливала свой прежний рейтинг; в июле румынка, вместе с Флавией Пеннеттой добралась до своего второго парного финала на соревнованиях ассоциации — в Бостаде, где уступила в титульном матче альянсу Медина Гарригес / Закопалова. Былой рейтинг позволил до конца года сыграть несколько крупных турниров, даже единичные победные матчи на которых позволили Дулгеру вернуться к концу года в Top200.
2014
В 2014 году темпы роста рейтинга усилились: постепенно обретая былую уверенность в себе Александра вернулась в первую сотню классификации, набирая относительно крупные очки всё на большем числе турниров. В феврале она пробилась в четвертьфинал турнира ассоциации во Флорианополисе, в июне выиграла 100-тысячник в Марселе. а в ноябре — 75-тысячник в Дубае.
Сборная и национальные турниры
Вскоре после своего подъёма в первую сотню одиночного рейтинга и закрепления там Дулгеру дебютировала в национальной команды страны в Кубке Федерации. В тот период — в 2010-11 годах — румынки провели два сезона в высшей группе своей региональной зоны, борясь за 5-8 место и уступая решающий матч сначала швейцаркам, а затем нидерландкам.

## Рейтинг на конец года
| Год  | Одиночный рейтинг | Парный рейтинг |
| 2016 | 256               | 1 059          |
| 2015 | 57                | 322            |
| 2014 | 105               | 723            |
| 2013 | 157               | 233            |
| 2012 | 238               | 258            |
| 2011 | 70                | 59             |
| 2010 | 29                | 68             |
| 2009 | 51                | 227            |
| 2008 | 385               | 374            |
| 2007 | 249               | 394            |
| 2006 | 640               | 619            |
| 2005 | 631               |                |

## Выступления на турнирах

### Финалы турнировWTAв одиночном разряде (3)

#### Победы (2)
| Легенда:                    |
| --------------------------- |
| Турниры Большого Шлема (0)  |
| Олимпиада (0)               |
| Итоговый чемпионат года (0) |
| Premier Mandatory (0)       |
| Premier 5 (0)               |
| Premier (2)                 |
| International (0)           |

| Титулы по покрытиям | Титулы по месту проведения матчей турнира |
| ------------------- | ----------------------------------------- |
| Хард (0)            | Зал (0)                                   |
| Грунт (2)           | Зал (0)                                   |
| Трава (0)           | Открытый воздух (2)                       |
| Ковёр (0)           | Открытый воздух (2)                       |

| №  | Дата        | Турнир          | Покрытие | Соперница в финале | Счёт           |
| 1. | 18 мая 2009 | Варшава, Польша | Грунт    | Алёна Бондаренко   | 7-6(3) 3-6 6-0 |
| 2. | 22 мая 2010 | Варшава, Польша | Грунт    | Чжэн Цзе           | 6-3 6-4        |

#### Поражения (1)
| №  | Дата         | Турнир                 | Покрытие | Соперница в финале | Счёт        |
| 1. | 8 марта 2015 | Куала-Лумпур, Малайзия | Хард     | Каролина Возняцки  | 6-4 2-6 1-6 |

### Финалы турнировITFв одиночном разряде (17)

#### Победы (10)
| Легенда:                   |
| -------------------------- |
| 100.000 USD (4)            |
| 80.000 (75.000*) USD (2+1) |
| 60.000 (50.000*) USD (0)   |
| 25.000 USD (2)             |
| 15.000 (10.000*) USD (2+2) |

* призовой фонд до 2017 года
| Титулы по покрытиям | Титулы по месту проведения матчей турнира |
| ------------------- | ----------------------------------------- |
| Хард (1+1)          | Зал (0)                                   |
| Грунт (9+2)         | Зал (0)                                   |
| Трава (0)           | Открытый воздух (10+3)                    |
| Ковёр (0)           | Открытый воздух (10+3)                    |

| №   | Дата             | Турнир                 | Покрытие | Соперница в финале | Счёт           |
| 1.  | 10 мая 2005      | Бухарест, Румыния      | Грунт    | Лиана Унгур        | 6-2 6-3        |
| 2.  | 20 апреля 2009   | Бари, Италия           | Грунт    | Сандра Заглавова   | 6-4 6-4        |
| 3.  | 20 сентября 2009 | София, Болгария        | Грунт    | Татьяна Гарбин     | 6-7(4) 7-5 6-1 |
| 4.  | 10 октября 2009  | Джуния, Ливан          | Грунт    | Зузана Кучова      | 3-6 6-3 6-4    |
| 5.  | 12 февраля 2012  | Кали, Колумбия         | Грунт    | Мэнди Минелла      | 6-3 1-6 6-3    |
| 6.  | 27 января 2013   | Анталья, Турция        | Грунт    | Река-Луца Яни      | 6-2 6-3        |
| 7.  | 8 июня 2014      | Марсель, Франция       | Грунт    | Юханна Ларссон     | 6-3 7-5        |
| 8.  | 16 ноября 2014   | Дубай, ОАЭ             | Хард     | Кимико Датэ-Крумм  | 6-3 6-4        |
| 9.  | 12 июля 2015     | Контрексевиль, Франция | Грунт    | Юлия Путинцева     | 6-3 1-6 7-5    |
| 10. | 25 июня 2017     | Монпелье, Франция      | Грунт    | Шеразад Ре         | 6-2 6-2        |

#### Поражения (7)
| №  | Дата             | Турнир            | Покрытие | Соперница в финале      | Счёт        |
| 1. | 17 мая 2005      | Питешти, Румыния  | Грунт    | Анамария Сере           | 5-7 2-6     |
| 2. | 14 ноября 2006   | Каир, Египет      | Грунт    | Лиана Унгур             | 1-6 1-6     |
| 3. | 9 июля 2007      | Торунь, Польша    | Грунт    | Штефани Фёгеле          | 2-6 6-4 5-7 |
| 4. | 31 июля 2007     | Бухарест, Румыния | Грунт    | Сорана Кырстя           | 4-6 3-6     |
| 5. | 6 апреля 2009    | Монсон, Испания   | Хард     | Кимико Датэ-Крумм       | 5-7 2-6     |
| 6. | 27 сентября 2009 | Сен-Мало, Франция | Грунт    | Аранча Парра Сантонха   | 4-6 3-6     |
| 7. | 22 января 2017   | Хаммамет, Тунис   | Грунт    | Мария-Тереса Торро-Флор | 3-6 — отказ |

### Финалы турнировWTAв парном разряде (2)

#### Поражения (2)
| №  | Дата             | Турнир              | Покрытие | Партнёрша            | Соперницы в финале                       | Счёт    |
| 1. | 25 сентября 2010 | Ташкент, Узбекистан | Хард     | Магдалена Рыбарикова | Татьяна Пучек Александра Панова          | 3-6 4-6 |
| 2. | 21 июля 2013     | Бостад, Швеция      | Грунт    | Флавия Пеннетта      | Анабель Медина Гарригес Клара Закопалова | 1-6 4-6 |

### Финалы турнировITFв парном разряде (9)

#### Победы (3)
| №  | Дата           | Турнир          | Покрытие | Партнёрша          | Соперницы в финале             | Счёт    |
| 1. | 14 ноября 2006 | Каир, Египет    | Грунт    | Маркелла Кук       | Теджан Эдвардс Оксана Павлова  | 6-3 6-2 |
| 2. | 21 ноября 2006 | Каир, Египет    | Грунт    | Маркелла Кук       | Штефани Хайднер Биляна Павлова | 6-3 6-2 |
| 3. | 2 апреля 2010  | Монсон, Испания | Хард     | Тамарин Танасугарн | Яюк Басуки Риза Заламеда       | 6-2 6-0 |

#### Поражения (6)
| №  | Дата             | Турнир               | Покрытие | Партнёрша              | Соперницы в финале                       | Счёт           |
| 1. | 13 июня 2005     | Бухарест, Румыния    | Грунт    | Михаэла Молдован       | Корина Кординяну Диана Эняке             | 2-2 — отказ    |
| 2. | 8 мая 2006       | Анталья, Турция      | Грунт    | Клер де Губернати      | Маргалита Чахнашвили Ипек Шенолу         | 4-6 3-6        |
| 3. | 8 сентября 2006  | Гвадалахара, Мексика | Грунт    | Валерия Пулидо-Веласко | Бетина Хосами Даниэла Муньос Гальегос    | 5-7 4-6        |
| 4. | 23 марта 2007    | Рим, Италия          | Грунт    | Воислава Лукич         | Джулия Гатто-Монтиконе Дарья Кустова     | 7-5 1-6 2-6    |
| 5. | 30 сентября 2007 | Гранада, Испания     | Хард     | Моника Никулеску       | Марта Марреро Мария Хосе Мартинес Санчес | 4-6 1-6        |
| 6. | 2 декабря 2011   | Дубай, ОАЭ           | Хард     | Акгуль Аманмурадова    | Нина Братчикова Дарья Юрак               | 4-6 6-3 [6-10] |